# Rieschen

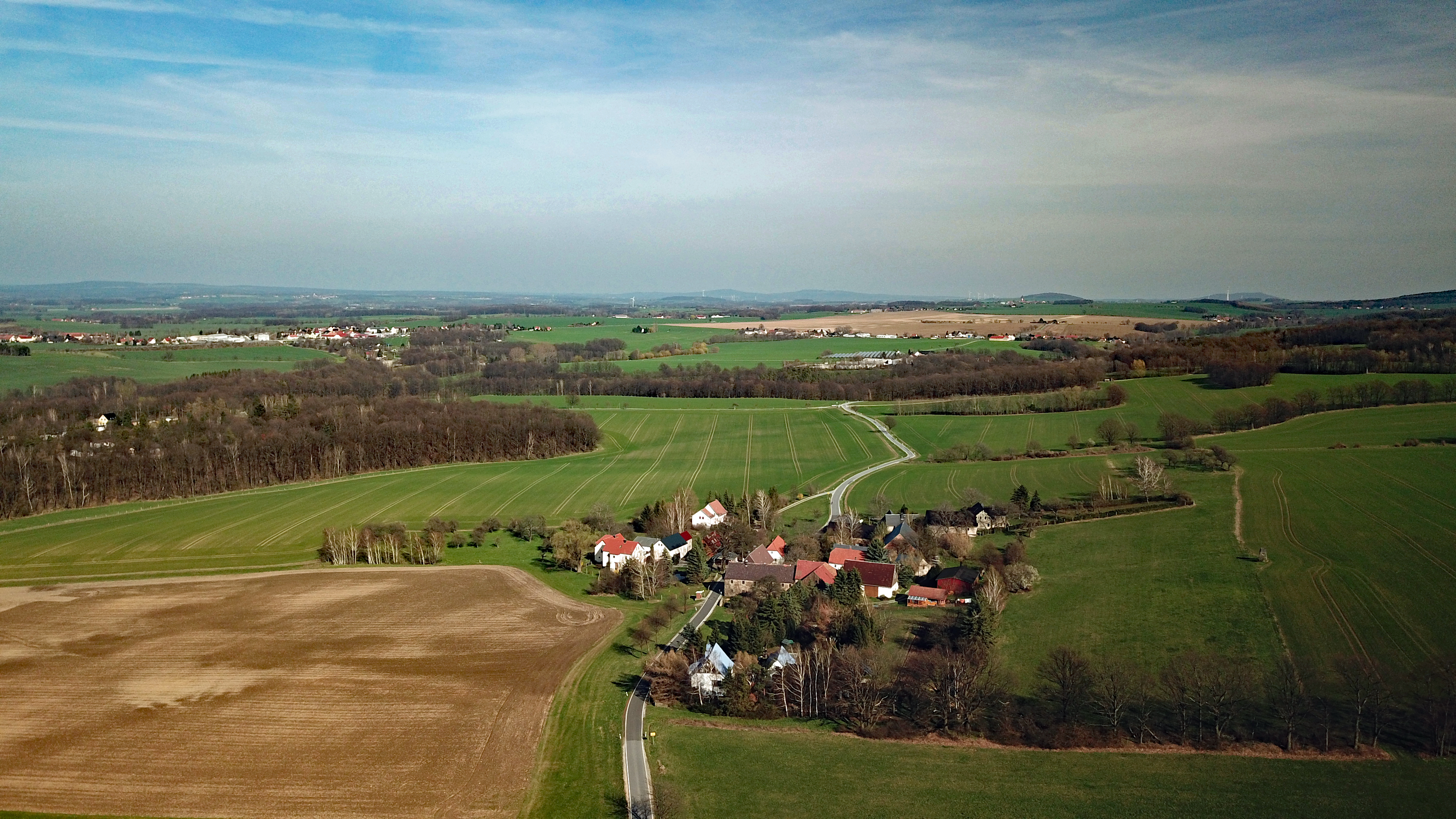
Luftbild

Rieschen, sorbisch Zrěšinⓘ, ist ein Ortsteil der Gemeinde Kubschütz im sächsischen Landkreis Bautzen. Es zählt zum offiziellen sorbischen Siedlungsgebiet in der Oberlausitz.

## Geographie
Der Weiler befindet sich südöstlich von Bautzen am Fuße des Mehltheuerberges. Rieschen besteht lediglich aus wenigen Gehöften. Nördlich führt die Eisenbahnstrecke von Bautzen nach Löbau vorbei.

## Geschichte

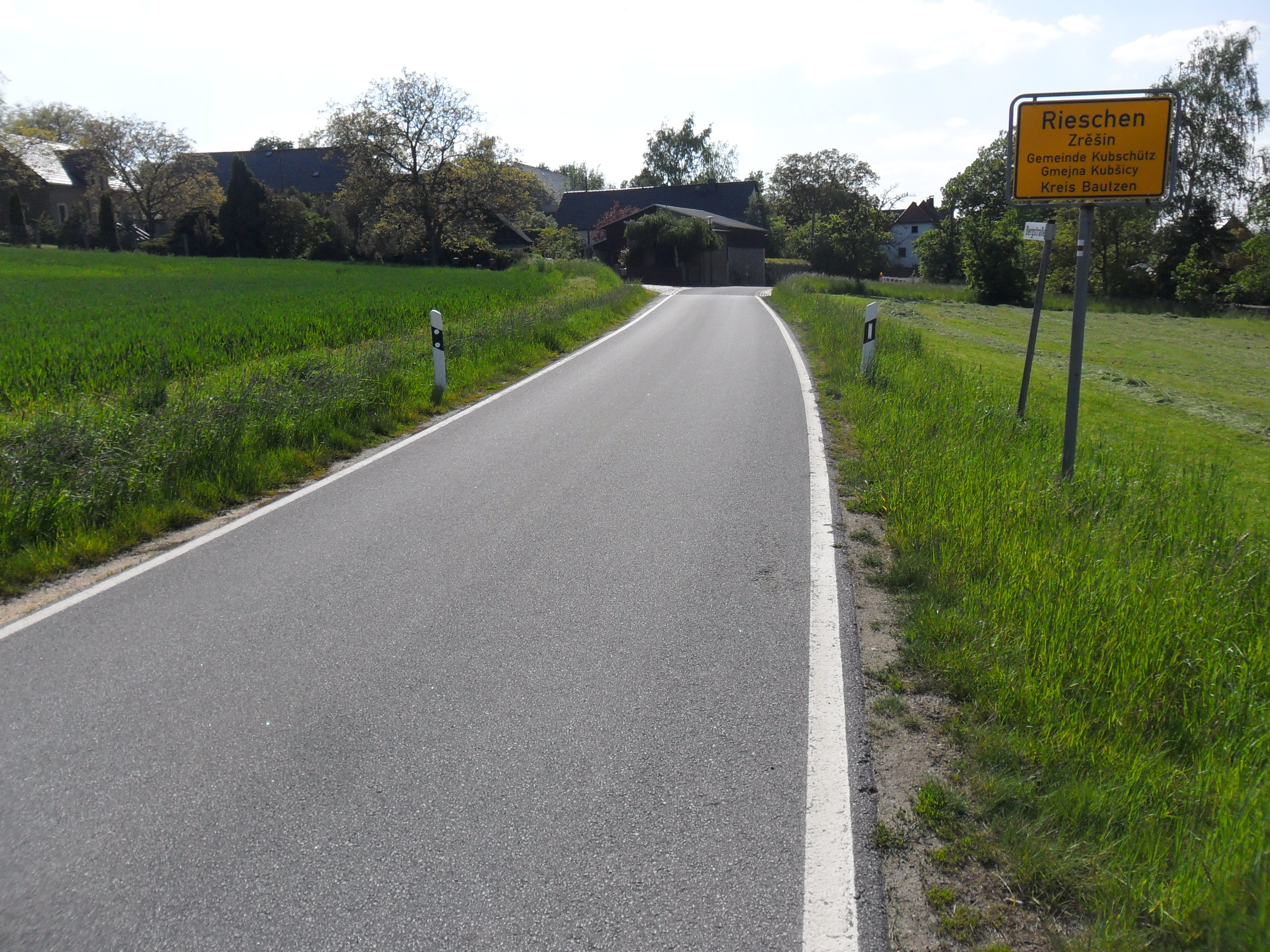
Rieschen – mit der Zufahrt aus Richtung Blösa

Die erste Erwähnung erfolgte 1475, als Leuther von Schreibersdorf auf Holscha dem Bautzener Rat das Lehngut „Gresschen“ für 45 Rheinische Gulden verkaufte. Es wird angenommen, dass sich der Ortsname vom slawischen Personennamen „Zrěša“ herleitet. Möglicherweise stammte der zwischen 1365 und 1377 im Dingbuch aufgeführte Bautzener Bürger Otto Greschin aus dem Dorf. Als Folge des Pönfalls verlor die Stadt Bautzen den Besitz 1547. Die eine Hälfte der acht Anwesen von „Gerschen“ wurden der Landvogtei untertänig, die andere dem Rittergut Doberschütz. 1593 wurde der Ort erstmals „Rieschen“ genannt. Im Laufe der Zeit erfolgte eine teilweise Rodung der Wälder am Nordhang des Mehltheuerberges und die knapp einen Meter tiefe Lösslehmdecke auf dem Granodiorit konnte landwirtschaftlich genutzt werden. Aus dieser Zeit stammen mehrere langgezogene Steinrücken, die heute mit Hecken bewachsen sind.
Während der Schlacht bei Bautzen wurde Rieschen am 21. Mai 1813 niedergebrannt; erhalten blieb nur eine Steinplatte aus dem Jahre 1734, die später in eine Scheunenwand eingelassen wurde. Ab 1844 erfolgte der Bau der Eisenbahn von Bautzen nach Löbau durch die Hügel zwischen dem Binnewitzer Wasser und Albrechtsbach. Im Jahre 1936 wurde Rieschen nach Rabitz eingemeindet. Mit diesem zusammen erfolgte 1950 die Eingemeindung nach Jenkwitz. Seit 1994 gehört das Dorf zur Gemeinde Kubschütz. Rieschen gehört zum Bautzener Kirchspiel St. Michael.

## Bevölkerung und Sprache
Für seine Statistik über die sorbische Bevölkerung in der Oberlausitz ermittelte Arnošt Muka in den achtziger Jahren des 19. Jahrhunderts eine Bevölkerungszahl von 49 Einwohnern; darunter waren 48 Sorben und ein Deutscher. Der Sprachwechsel zum Deutschen erfolgte in Rieschen in der ersten Hälfte des 20. Jahrhunderts. Seither hat die Zahl der Sorbisch-Sprecher stetig abgenommen.